# لويس ماندرين
لويس ماندرين (بالفرنسية: Louis Mandrin)‏ هو مهرب وقاطع طرق فرنسي ولد في يوم 11 فبراير 1725 في سانت إتيان في دوفيني في فرنسا لعائلة غنية حيث كان والده تاجر خيول إلا انه توفي مبكراً أثناء صغره. عرف بكونه روبن هود فرنسا. عرف بعد مقاطعته دفع الضريبة للملك وثم قيامه بتهريب التبغ والملح ما بين فرنسا وسويسرا وسافوي حيث كان يتزعم عصابة مكونة من حوالي 300 رجل، وقام معهم بمهاجمة جامعي الضرائب، كان يقوم ماندرين بشراء البضائع في سويسرا وثم كان يقوم ببيعها في فرنسا بدون دفع الضريبة. بسبب غضب الملك منه قام بإرسال قوة كبيرة لأجل اعتقاله هو وأتباعه فحاول الهرب إلى سافوي في شمال إيطاليا وعندما علم كارلو إمانويلي الثالث بذلك قام باعتقاله وأرسله إلى السلطات الفرنسية والتي حكمت عليه بالإعدام بعجلة الكسر فتم اعدامه بعد يومين في 26 مايو 1755 أمام أنظار 6000 شخص.